# Paleoneurologie
Paleoneurologie je věda studující evoluci mozku. Využívá k tomu především odlitků vnitřků fosilizovaných lebek a snímků počítačové tomografie, které mohou odhalit detaily o mozkové kůře jedince, cévním zásobení mozkových plen a švech oddělujících jednotlivé lebeční kosti.
Paleontologové někdy naleznou odlitky lebky vzniklé přirozenou cestou. Tento případ může nastat, když se lebka po rozpadu mozkové tkáně vyplní sedimenty, které následně zkamení a uchovají tak vnitřní strukturu lebky. Je-li k dispozici celá dobře zachovalá lebka, lze odlitek vyrobit i v laboratoři ze silikonu. Většinou však vědci mají k dispozici pouze úlomky lebek a v takovém případě z nich musí nejprve sestavit potřebnou formu, do níž je následně možné silikon nalít. Na výsledném odlitku se ukáže určitý vzor, který pomůže zrekonstruovat chybějící fragmenty a umožní tak také lepší rekonstrukci celé lebky.
Pokud je nalezená zkamenělá lebka zcela vyplněná pevným materiálem, lze její vnitřní povrch analyzovat pouze pomocí trojrozměrné počítačové tomografie. Pomocí laserových technologií a tzv. stereolitografie mohou být získané údaje využity i k vytvoření repliky lebky z polymerových materiálů.